# Parlamentní volby v Irsku 2020
Parlamentní volby v Irsku 2020 se uskutečnily 8. února 2020. Zvoleno bylo všech 160 poslanců v Dáil Éireann. Ve volbách procentuálně zvítězila levicově-nacionalistická strana Sinn Féin, která žádá sjednocení Irského ostrova a v minulosti byla napojená na teroristickou Irskou republikánskou armádu. Na mandáty těsně zvítězila středová Fianna Fáil, která dosud držela u moci kabinet Leo Varadkara. Na třetím místě skončila dosud vládní středopravicová Fine Gael premiéra Leo Varadkara. Výrazně posílila také Strana zelených. Do parlamentu se dostaly také sociálnědemokratické Labour party, Social Democrats a krajně levicová koalice Solidarita. Po jednom mandátu získaly konzervativní strana Aontú a levicová Independents 4 Change. V parlamentu rovněž zasedlo 19 nezávislých kandidátů. Volební účast činila 62,88 %.
V červnu 2020 byla sestavena vláda tří koaličních subjektů Fianna Fáil, Fine Gael a Strany zelených. Odvěcí rivalové střídající se od 30. let dvacátého století ve vládě, středopravicové Fianna Fáil a Fine Gael, se poprvé v historii dohodli na vládní spolupráci, čímž vyšachovali druhou v pořadí Sinn Féin. Součástí dohody byla plánovaná výměna premiéra mezi těmito dvěma subjekty v polovině volebního období, na konci roku 2022.

## Výsledky voleb
|                        | Fianna Fáil    | Sinn Féin         | Fine Gael    | Green party | Labour         | Social Democrats | Solidarity-PBP        | Aontú         | I4C                   |
| ---------------------- | -------------- | ----------------- | ------------ | ----------- | -------------- | ---------------- | --------------------- | ------------- | --------------------- |
| Volební lídr           | Micheál Martin | Mary Lou Mcdonald | Leo Varadkar | Eamon Ryan  | Brendan Howlin | Catherine Murphy | kolektivní kandidátka | Peadar Toibín | kolektivní kandidátka |
| Počet mandátů          | 38             | 37                | 35           | 12          | 6              | 6                | 5                     | 1             | 1                     |
| Počet hlasů            | 484 320        | 535 595           | 455 584      | 155 700     | 95 588         | 63 404           | 57 420                | 41 614        | 8 421                 |
| Podíl                  | 22,2 % ▼       | 24,5 % ▲          | 20,9 % ▼     | 7,1 % ▲     | 4,4 % ▼        | 2,9 % ▼          | 2,6 % ▼               | 1,9 % ▬       | 0,4 % ▼               |
| Předchozí volby (2016) | 24,3 % (44)    | 13,8 % (23)       | 25,5 % (49)  | 2,5 % (2)   | 6,6 % (7)      | 3 % (3)          | 3,9 % (6)             | nová strana   | 1,5 % (4)             |